# Rhea Durham
Rhea Durham (Lakeland, Florida, 1 de julio de 1978) es una modelo estadounidense. Ha aparecido en la portada de grandes revistas de moda, incluyendo la Vogue francesa, Marie Claire, la ELLE británica y estadounidense. Rhea ha desfilado en el Victoria's Secret Fashion Show 2000 y 2001.  Hizo un cameo como ella misma en un episodio de 2001 en Spin City.

## Vida personal
Rhea y el actor Mark Wahlberg empezaron una relación en 2001 y tienen cuatro hijos; dos niñas, Ella Rae (n. 2003) y Grace Margaret (n. 2010) y dos varones, Michael (n. 2006) y Brendan Joseph (n. 2008).
En 2009, se convirtió al catolicismo desde el protestantismo, habiendo recibido los sacramentos de iniciación. Wahlberg y Durham se casaron el 1 de agosto de 2009 en una ceremonia privada en Beverly Hills, California.